# 姥堂村
姥堂村（うばどうむら）は福島県耶麻郡にあった村。現在の喜多方市塩川町の北部にあたる。

## 地理
- 河川：姥堂川、大塩川

## 歴史
- 1889年（明治22年）4月1日 - 町村制の施行により、新江木村、新井田谷地村、源太屋敷村、小符根村、三吉村の区域をもって発足。
- 1954年（昭和29年）7月1日 - 塩川町、駒形村、堂島村と合併し、改めて塩川町が発足。同日姥堂村廃止。

## 交通

### 鉄道路線
- 日本国有鉄道
  - 磐越西線
    - 姥堂駅

### 道路
- 米沢街道（現・国道121号）